# Marina Chinchilla Gómez
Marina Chinchilla Gómez (1961-) es, desde enero de 2007, directora adjunta de Administración del Museo del Prado.

## Biografía
Marina Chinchilla Gómez cursó los estudios universitarios en la Universidad Autónoma de Madrid donde, en 1984, obtuvo la licenciatura en Filosofía y Letras, Sección Prehistoria y Arqueología. Cinco años después, en 1989, ingresó por oposición en el Cuerpo Facultativo de Conservadores de Museos. En 1990 recibió su nombramiento como Técnico Superior de Museos en la Dirección de Museos Estatales del Ministerio de Cultura. En 1995 es nombrada Jefe de Servicio de Fondos Museográficos de la Subdirección General de Museos Estatales y en 1996 Subdirectora General de Promoción de las Bellas Artes.
Marina Chinchilla ha venido desarrollando una actividad docente, que inició entre los años 1990 y 1996 en el campo de la museología, como profesora de la Fundación Universitaria San Pablo CEU, dirigiendo y participando en diferentes Másteres de Museología y Museografía organizados por Instituciones públicas y privadas.
Otra faceta de su actividad profesional es la investigación y difusión, habiendo publicado diversos artículos en revistas especializadas y en obras colectivas.

### En el Museo Arqueológico
Desde el 24 de junio de 1999 hasta el 14 de junio de 2000 fue directora del Museo Arqueológico Nacional. Desde que llegó en el museo "se respiraba un espíritu de cambio" no solo en cuanto a las necesarias obras de reformas

sino del deseo de proyectar un nuevo Museo, abierto, activo, amable, actual, dinámico...

Durante el año que estuvo al frente del MAN se presentó un informe encaminado a lograr el apoyo por parte de la Administración al impulso de modernización del museo. En la hoja de ruta se elaboró el plan de urgencias y se concibió el plan de renovación integral que se llevó a cabo durante los siguientes años en los que Marina ya no era directora, pero siguió colaborando como responsable al frente de la Subdirección General de Museos Estatales.

junto con la elaboración de ambos planes, la puesta en marcha del proceso de modernización fue posible gracias a la implicación del personal del Museo entre los años 1999 y 2000, una intensa actividad recogida en las correspondientes Memorias Anuales, los mejores testimonios del trabajo de esos años

### En el Museo del Prado
En junio de 2000 es nombrada Subdirectora General de Museos Estatales de la Dirección General de Bellas Artes y Bienes Culturales del Ministerio de Cultura, cargo que ejerce hasta enero de 2007. En esta fecha se incorpora al Museo del Prado, como directora adjunta de Administración, que estaba en la fase final del proceso de reforma, la fase previa al día 30 de noviembre, fecha de la inauguración. Marina se incorporó a ese

"Otro Prado, simplemente por ser el no público, el que el visitante no ve, ni conoce en su visita diaria al Museo. Ese Prado, es el que ha desarrollado en estos años y especialmente en estos últimos meses todos esos trabajos que hacen un Museo, que lo hacen visitable y lo dotan de vida pública y transforman al mero contenedor en un receptor de visitantes, y sede de las colecciones" 